# Гадлія Марія Володимирівна
Марія Володимирівна Гадлія (1925, село Тамиші, тепер село Тамиш Очамчирського району, Абхазія, Грузія — ?) — радянська діячка, вчителька, завідувач початкової школи села Тамиші Очамчирського району Абхазької АРСР. Депутат Верховної ради СРСР 3—4-го скликань.

## Життєпис
Закінчила семирічну школу. Член комсомолу з 1940 року. У 1942 році закінчила Сухумське педагогічне училище.
З 1942 року — вчителька середньої школи села Тамиші, потім завідувач і вчителька початкової школи села Тамиші Очамчирського району Абхазької АРСР.
Член ВКП(б) з 1951 року.
Подальша доля невідома.